# Candi Laras
Candi Laras – wieś (desa) w kecamatanie Candi Laras Selatan, w kabupatenie Tapin w prowincji Borneo Południowe w Indonezji.
Miejscowość ta leży w północno-zachodniej części kecamatanu.